# SIDAM 25
Il Sistema Italiano Difesa Aerea Mobile 25 è un semovente antiaereo di concezione italiana, ma basato sullo scafo del trasporto truppe corazzato M113 statunitense (con leggere modifiche), per cui si potrebbe considerare l'interpretazione del concetto dell'M163 VADS, solo con diversa torretta.

## Sviluppo e caratteristiche
Entrato in fase di sviluppo attorno alla metà degli anni ottanta, arrivò in un tempo molto ridotto anche in produzione, nel 1989 presso la Otobreda, e poteva disporre di una portata utile di 2500 metri aprendo il fuoco contro bersagli a bassa quota con discreta precisione.
Nella nuova e più grande torretta, l'unico elemento interamente nuovo del progetto, invece che un singolo cannone a canne rotanti come nel caso dell'M163, sono ospitati ben 4 cannoni a canna singola da 25 mm svizzeri Oerlikon KBA: si può considerare una sorta di incrocio tra l'M163 VADS e lo ZSU-23-4 Shilka. La torretta può ruotare di 360° e sparare ad un alzo compreso tra -5° e +87°.
Il SIDAM ha un telemetro laser con la portata di 10.000 m circa invece che un radar come nei mezzi più vecchi, oltre ad una termocamera per la visione notturna e il calcolatore digitale. Non possiede una autonoma capacità ognitempo di sorveglianza e scoperta di obiettivi aerei per la mancanza di un radar, il che se non altro impedisce che l'aereo preso di mira sia messo in preallarme da sensori. Per il complesso delle sue caratteristiche, il SIDAM ha difficoltà operative in condizioni meteorologiche avverse.
Ha in dotazione munizioni per 15 secondi di fuoco continuato, su 4 contenitori per un totale di 600 colpi in funzione antiaerea. Oltre a questi, porta a bordo 40 colpi APDS (Armour Piercing Discarding Sabot) proiettili perforanti da usare contro i bersagli terrestri equivalenti come VTT o blindati leggeri. Sebbene i quattro 25 mm rappresentino una concentrazione di fuoco micidiale con la loro cadenza di 2400 colpi al minuto, la capacità dei contenitori è limitata e le operazioni di caricamento richiedono diversi minuti. Lo spazio interno è insufficiente e il mezzo non è anfibio come i veicoli da cui è derivato.
Avendo una capacità di ricerca indipendente limitata, in situazioni operative il SIDAM viene asservito ad un radar di scoperta utilizzato a livello di batteria, cosa non sempre pratica in una battaglia di movimento. Estremamente arduo è comprendere come esso non abbia seguito la via dei veicoli leggeri di scuola francese, come i M3 VDA, ovvero con soli 2 cannoni ma anche spazio per un radar di ricerca e controllo del tiro (ovvero, "meno denti e più occhi"). Nella configurazione scelta il SIDAM è decisamente un mezzo squilibrato nelle sue caratteristiche.
Il motore è un sei cilindri diesel Detroit 6V-53T, da 266 cavalli, in grado di spingere il mezzo a 69 km/h, e di permettergli di scavalcare ostacoli verticali fino a 61 centimetri, fossati fino a 168 cm e inclinazioni fino al 60%.
Malgrado i suoi limiti, sono stati costruiti ben 275 SIDAM, ricavati da M113 già esistenti, con motore diesel degli ultimi lotti; la spesa complessiva è stata di 800 miliardi di lire del 1992. Il progetto iniziale prevedeva addirittura l'acquisizione di 350 esemplari, praticamente uno per ogni plotone di 4 carri, ridotti solo in seguito alla contrazione degli organici dell'esercito.
A titolo di paragone, l'esercito tedesco con 3500 carri aveva 420 semoventi Gepard e 140 Roland, quello francese 1300 carri e 60 semoventi, l'Olanda possedeva 900 carri e 95 Gepard. La dimensione del progetto e i tagli dei costi verosimilmente ostacolarono il progetto OTOMATIC. Date le limitate caratteristiche il semovente è stato ritirato dai servizi operativi e messo in riserva.
Nel 2024 alcuni mezzi, a prima vista M-113, sono stati visti operare in Ucraina, nell'esercito ucraino, si tratta con ogni probabilità di SIDAM 25 privati della torretta, trasformati in normali APC e riarmati con una normale mitragliatrice di squadra. Al 10 gennaio 2025 3 di questi mezzi risultavano distrutti nel database pubblico del sito OSINT Onyx.